# محلية بورام
محلية بورام (بالإنجليزية: Buram District)‏ إحدى محليات ولاية جنوب دارفور، السودان.